# Brightstock
Brightstock (engl. auch bright stock (oil)) nennt man einen Schmierstoff, der für die Herstellung von Motoröl und Öladditiven benutzt wird.
Rohes Erdöl besteht aus einer Vielzahl von organischen Stoffen, die aufgespalten und separiert werden müssen, um die jeweils gewünschte Fraktion (oft wiederum ein Stoffgemisch) zu erhalten. Dabei liegt es im Interesse der erdölfördernden und -verarbeitenden Industrie, das gewonnene Rohöl möglichst vollständig zu verwerten. Abfallprodukte werden so lange weiterverarbeitet (z. B. durch Cracken), bis auch aus ihnen ein möglichst gut verwertbares Produkt entstanden ist.
Bei der Vakuumdestillation von Rohöl verbleiben Rückstände, die zur weiteren Verwendung entasphaltiert werden. Im Rahmen dieses Prozesses entsteht ein sehr helles Öl von hoher Viskosität: der sogenannte Brightstock.